# Laura Dünnwald
Laura Dünnwald (* 2. Mai 1974 in Berlin) ist eine deutsche Journalistin und Fernsehmoderatorin.

## Werdegang
Bereits während ihrer Schulzeit in Hamburg strebte sie eine Karriere beim Fernsehen an und sammelte durch ein Praktikum beim NDR erste Erfahrungen. Nach dem Abitur studierte sie in Hamburg zunächst Kunstgeschichte und Kommunikationswissenschaft, wechselte später aber zu Jura.
1997 absolvierte Laura Dünnwald ein Volontariat beim Sender Premiere und trat erstmals als Moderatorin vor die Kamera. 1999 wechselte sie zu RTL Nord und am 8. April 2001 zur ARD-Tagesschau. Ab dem 1. September 2005 gehörte sie zu den Sprechern der 20-Uhr-Nachrichten. Von September 2009 bis April 2010 moderierte sie abwechselnd mit Kristina Sterz und Corinna Wolters das tägliche Lifestyle-Magazin euromaxx – Leben und Kultur in Europa auf DW-TV. Im Mai 2010 wechselte sie zurück zu ARD-aktuell und moderierte die tägliche Nachrichtensendung EinsExtra Aktuell. Von Januar 2011 bis Dezember 2022 moderierte Dünnwald auf ProSieben die Nachrichtensendung Newstime.
Laura Dünnwald spielt Geige und verfügt über ein absolutes Gehör. In ihrer Kindheit war sie Hamburger Jugendmeisterin im Tennis.

## Privates
Dünnwald ist verheiratet und wurde am 28. Januar 2008 Mutter eines Sohnes.